# William Ayerst Ingram
William Ayerst Ingram (* 27. April 1855 in Glasgow; † 20. März 1913 in Falmouth, Cornwall) war ein schottischer Landschafts- und Marinemaler des Spätimpressionismus und ein Vertreter der Newlyn School, einer Künstlerkolonie des späten 19. und frühen 20. Jahrhunderts. Er malte bevorzugt mit Ölfarben und Aquarellfarben.

## Leben und Werk

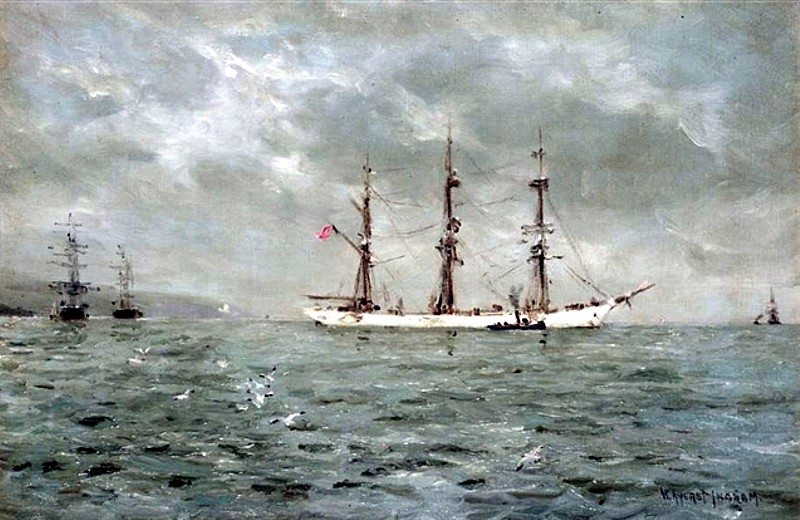
At Anchor

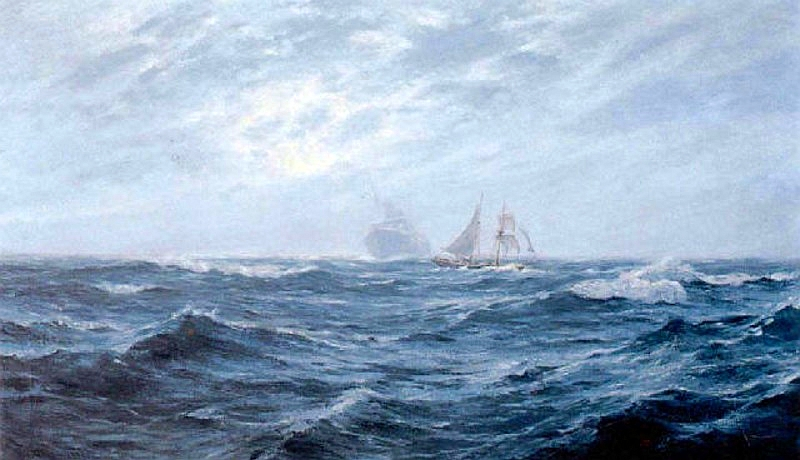
Sailing Ship At Sea

Nach seinen Kunststudien konnte William Ayerst Ingram bereits ab 1880 an der Royal Academy of Arts seine Werke ausstellen. 1886 folgten Ausstellungen bei der Royal Society of British Artists und  der Royal Institute of Painters in Water Colours. 1888 zeigte Ingram gemeinsam mit Thomas Cooper Gotch und Alfred East bei der neu gegründeten Fine Art Society seine Werke.
In den 80er Jahren engagierte er sich stark für die Royal Society of British Artists und unterstützte 1888 James Abbott McNeill Whistler in seinem Bestreben, weiterhin Präsident der Society zu bleiben. In diesem Jahr wurde er selbst Präsident der Royal British Colonial Society of Artists, die 1887 von Thomas Cooper Gotch gegründet worden war und der auch später Albert Chevallier Tayler vorstehen sollte.
Bei der Colonial Society waren viele Künstler der Newlyn School Mitglied, darunter auch Percy Robert Craft. Diese Künstlergruppe hatte Ingram Mitte der 1880er Jahre kennengelernt und sich auch in Cornwall nahe Newlyn niedergelassen. Im Gegensatz zu den meisten anderen Vertretern der Newlyn School betrieb Ingram allerdings keine Genremalerei, sondern bevorzugte die Marinemalerei. 1902 zeigte die Fine Art Society erneut seine Werke.
Ingram reiste sehr viel und war Gründer und Präsident der Anglo-Australian Society. 1906 wurde er zum Mitglied des Royal Institute of Oil Painters und 1907 des Royal Institute of Painters in Water Colours gewählt. Er starb 1913 im Alter von 58 Jahren in Falmouth.